# Azmatgarh
Azmatgarh is een nagar panchayat (plaats) in het district Azamgarh van de Indiase staat Uttar Pradesh. 

## Demografie
Volgens de Indiase volkstelling van 2001 wonen er 11.101 mensen in Azmatgarh, waarvan 50% mannelijk en 50% vrouwelijk is. De plaats heeft een alfabetiseringsgraad van 42%. 